# Piscicolidae
Famille
Les Piscicolidae sont une famille de sangsues (marines et plus rarement d'eau douce) hématophages, ectoparasites de poissons (plus rarement de crustacés ou d'autres animaux). 

## Liste des genres
Selon World Register of Marine Species (30 octobre 2015) :
- genre Ambulobdella A. Utevsky & S. Utevsky, 2018
- genre Antarcticobdella
- genre Bdellamaris
- genre Branchellion Savigny, 1822
- genre Brumptiana Llewellyn & Knight-Jones, 1984
- genre Calliobdella (van Beneden & Hesse, 1863)
- genre Cottobdella
- genre Cryobdellina
- genre Cyrillobdella
- genre Cystobranchus
- genre Dollfusobdella Burreson & Williams, 2008
- genre Galatheabdella
- genre Ganymedebdella Leigh-Sharpe, 1915
- genre Hirudo Linnaeus, 1758
- genre Janusion Leigh-Sharpe, 1933
- genre Johanssonia (Selensky, 1914)
- genre Leporinabdella Burreson & Williams, 2008
- genre Megaliobdella
- genre Orientobdella
- genre Phyllobdellina
- genre Phyllobranchus
- genre Pleurobdella>
- genre Pontobdellina Harding, 1927
- genre Pseudobranchellion
- genre Pterobdellina Bennike & Bruun, 1939
- genre Richardsonobdella
- genre Taimenobdella (Epshtein, 1987)
- genre Trachelobdellina
- genre Zeylanicobdella
- sous-famille Piscicolinae Johnston, 1865
  - genre Acipenserobdella Epstein, 1969
  - genre Baicalobdella Dogiel & Bogolepova, 1957
  - genre Caspiobdella Epshtein, 1966
  - genre Limnotrachelobdella (Epshtein, 1968)
  - genre Nototheniobdella A. Utevsky, 1993
  - genre Piscicola Blainville, 1818
  - genre Trachelobdella (Diesing, 1850)
- sous-famille Platybdellinae Epshtein, 1970
  - genre Aestabdella (Burreson, 1976)
  - genre Austrobdella (Badham, 1916)
  - genre Bathybdella (Burreson, 1981)
  - genre Beringobdella (Caballero, 1974)
  - genre Crangonobdella (Selensky, 1914)
  - genre Cryobdella (Harding, 1922)
  - genre Glyptonotobdella (Sawyer & White, 1969)
  - genre Hemibdella (van Beneden & Hesse, 1863. Revised)
  - genre Heptacyclus (Vasileyev, 1939)
  - genre Makarabdella (Richardson, 1959)
  - genre Marsipobdella (Moore, 1952)
  - genre Mysidobdella (Selensky, 1927)
  - genre Myzobdella (Leidy, 1851)
  - genre Notobdella (Benham, 1909)
  - genre Notostomum (Levinsen, 1882)
  - genre Oceanobdella (Caballero, 1956)
  - genre Ostreobdella (Oka, 1927)
  - genre Phyllobdella (Moore, 1939)
  - genre Piscicolaria (Whitman, 1889)
  - genre Platybdella (Malm, 1863)
  - genre Pterobdella (Kaburaki, 1921)
  - genre Trulliobdella (Brinkman, 1947)
- sous-famille Pontobdellinae Llewellyn, 1966
  - genre Mooreobdellina Epshtein, 1972
  - genre Oxytonostoma Malm, 1863
  - genre Pontobdella Leach, 1815
  - genre Stibarobdella (Leigh-Sharpe, 1925)

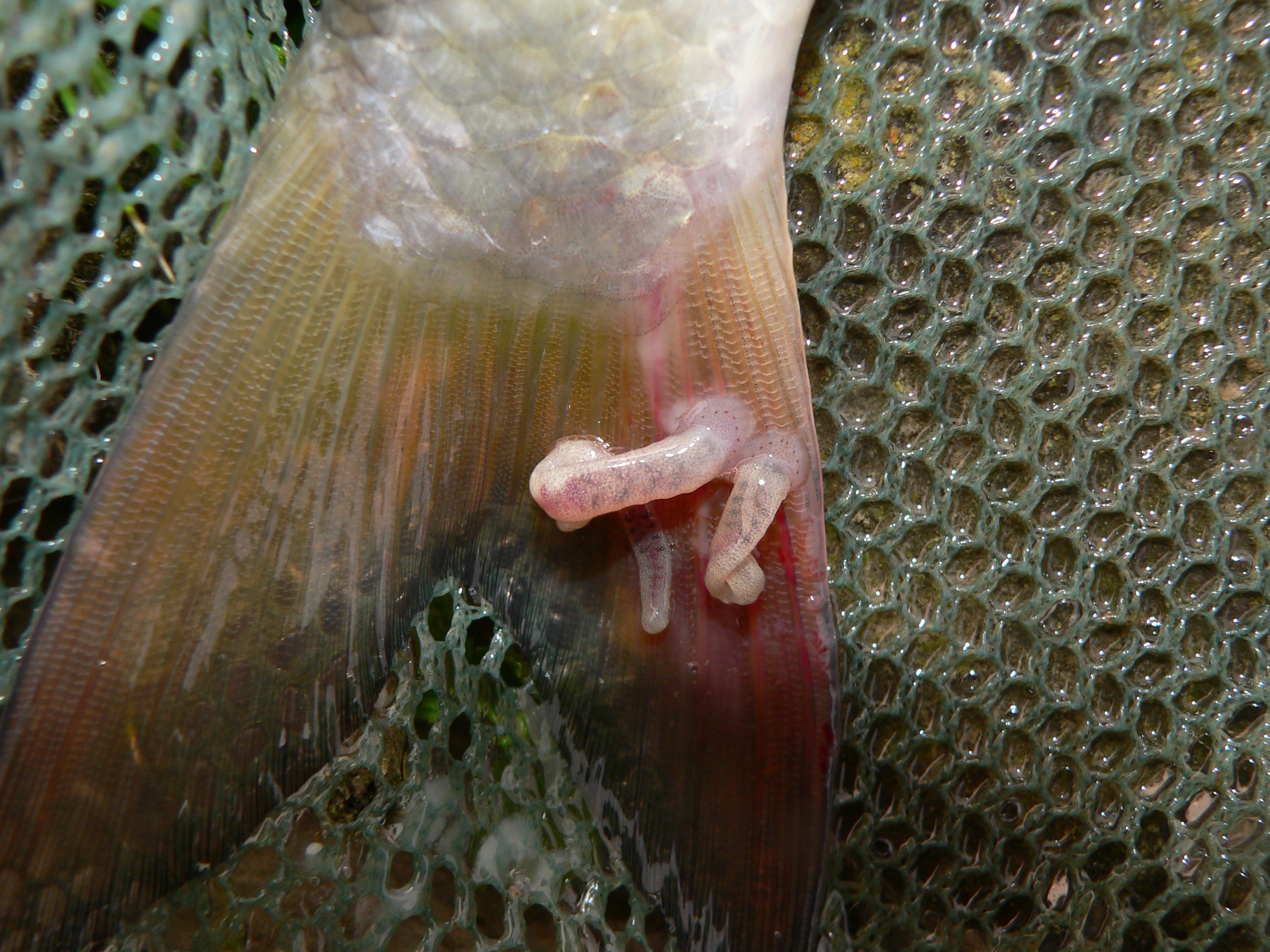
Cystobranchus respirans sur Rutilus rutilus
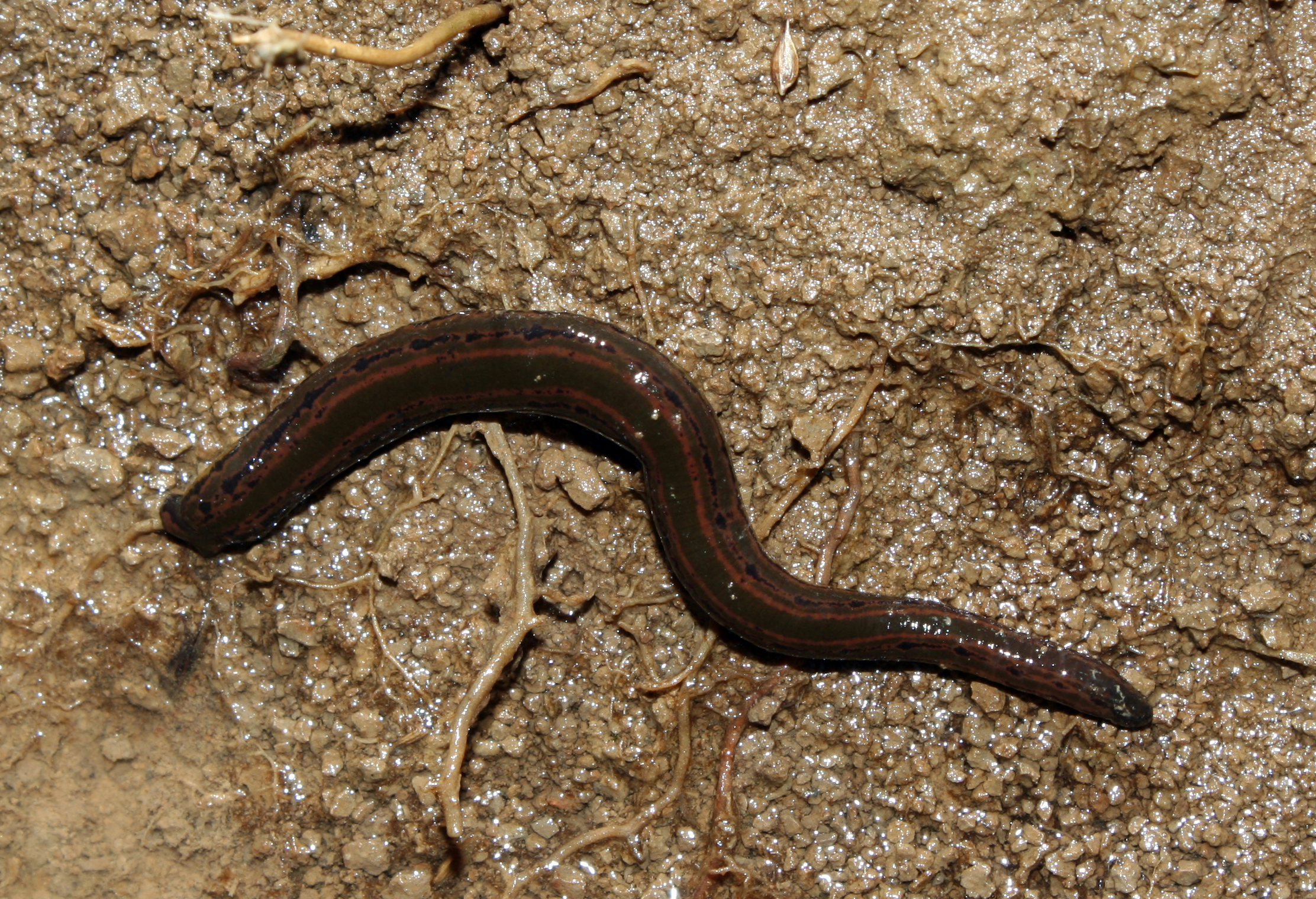
Hirudo medicinalis
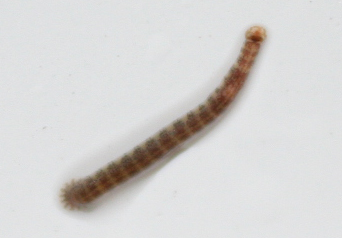
Piscicola geometra (ou Sangsue géomètre)
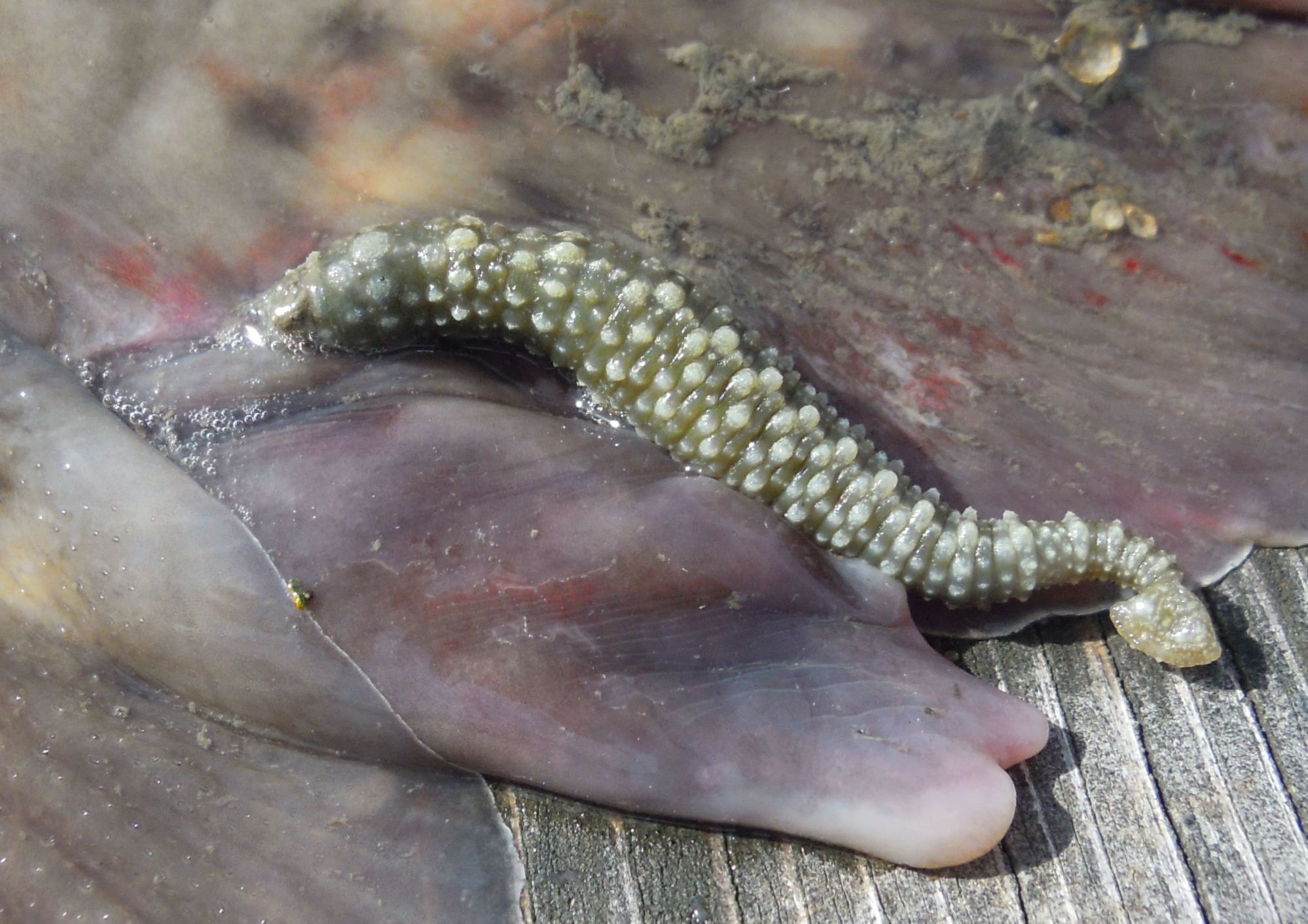
Pontobdella muricata